# Pravidla se změnila

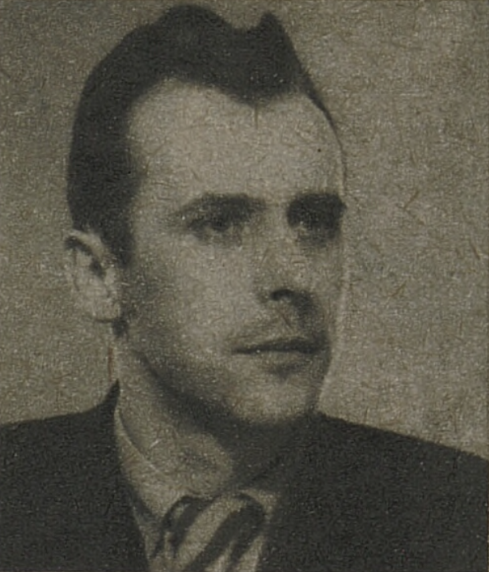
Zdeněk Jirotka

Pravidla se změnila je sbírka povídek a divadelních her Zdeňka Jirotky vydaná v roce 2000. Je to poslední kniha, kterou Zdeněk Jirotka vydal, přičemž byla vydána poté, co se na více než třicet let autorsky odmlčel. Název knihy je odvozen z první povídky ve sbírce.
Kolekce začíná fejetonem Běh času, ve kterém autoru glosuje svůj život. Dále obsahuje 19 humorných povídek a krátkých divadelních her z autorovy kolekce, z nichž mnohé předtím nevydal, ale například povídka Pravidla se změnila byla vydána již v roce 1956 ve sborníku Profesor biologie na žebříku.
Obálka prvního vydání byla ilustrována Adolfem Bornem.

## Obsah knihy
- Běh času (fejeton)
- Pravidla se změnila (povídka)
- Dívka, která mne zklamala (povídka)
- Hledá se teoretik (povídka)
- Hvězdy nad starým Vavrouchem (divadelní hra)
- Ani j. Egyptský ani p. Freud (povídka)
- Optimista bez záručního listu (povídka)
- Muž, který myslil v obrázcích (povídka)
- Rodinná tradice (divadelní hra)
- Ve znamení bílé myši (povídka)
- Rozhovor pod sochou (povídka)
- Kus ledu (povídka)
- Škola společenské výchovy (divadelní hra)
- Byrokratický tanec kolem elektroměru (povídka)
- Věštec (povídka)
- Non stop jeleni (povídka)
- Zmizení K. Poplety (divadelní hra)
- Pacienti v rozpacích (povídka)
- Pod stromečkem (povídka)
- Sedm stupňů pod nulou (povídka)[1]